# Shaman
Shaman (Sjamaan) is een studioalbum van Phil Thornton uit 1995. Thornton keerde even van zijn uitstapje naar Egyptische muziek naar wereldmuziek in de traditie van zijn eerdere muziekalbum Initiation. Als motto werd een tekst gebruikt van John Ruskin:
- Music is the nearest at hand, the most orderly, the most delicate ande the most perfect of al bodily pleasures;
- it is also the only one which is equally helpful to all ages of man.

Het album is voor Thornton’s doen erg opgehangen aan percussie.

## Musici
- Phil Thornton – blokfluiten, synthesizers, Chicken flute, percussie loops, Beanpod, rainstick en bamboefluit
- Darren Green – didgeridoo
- Mike Rogers – Kangling, dijbeen als blaasinstrument uit Tibet
- David Roberts - percussie

## Muziek
Alle van Thornton.

| Nr. | Titel              | Duur  |
| --- | ------------------ | ----- |
| 1.  | The healing circle | 18:12 |
| 2.  | Cloak of darkness  | 6:24  |
| 3.  | Animal guides      | 25:49 |